# Polje

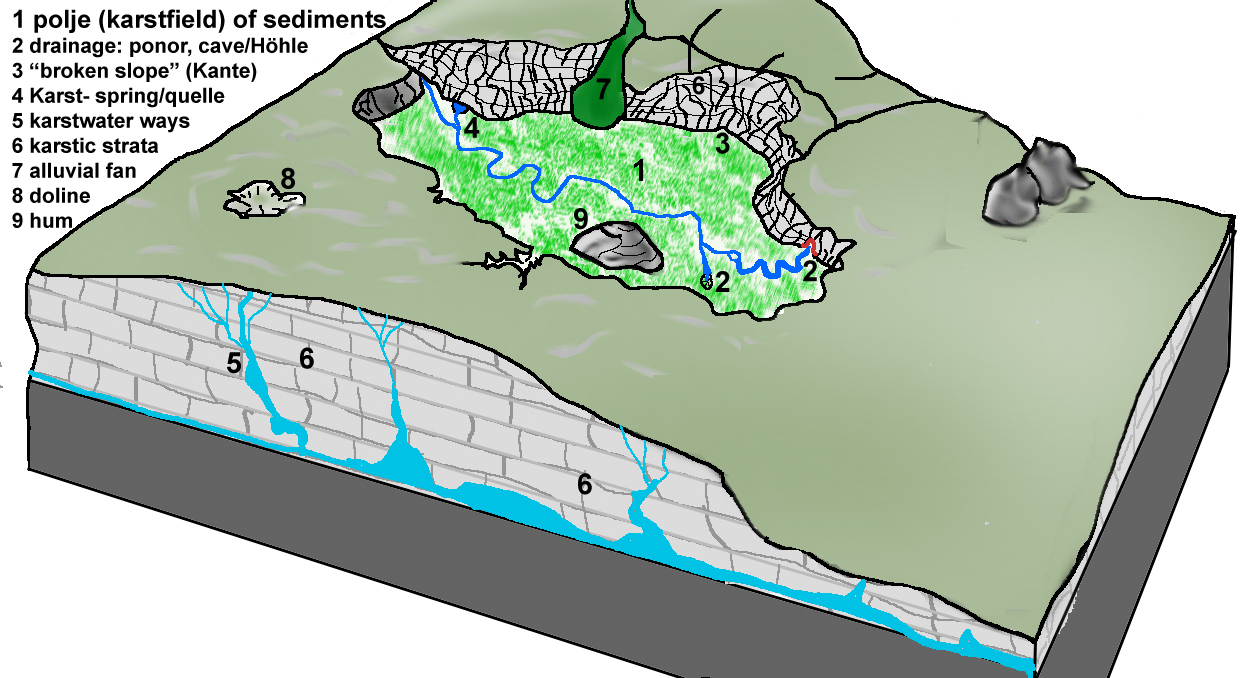
Rappresentazione schematica di un polje

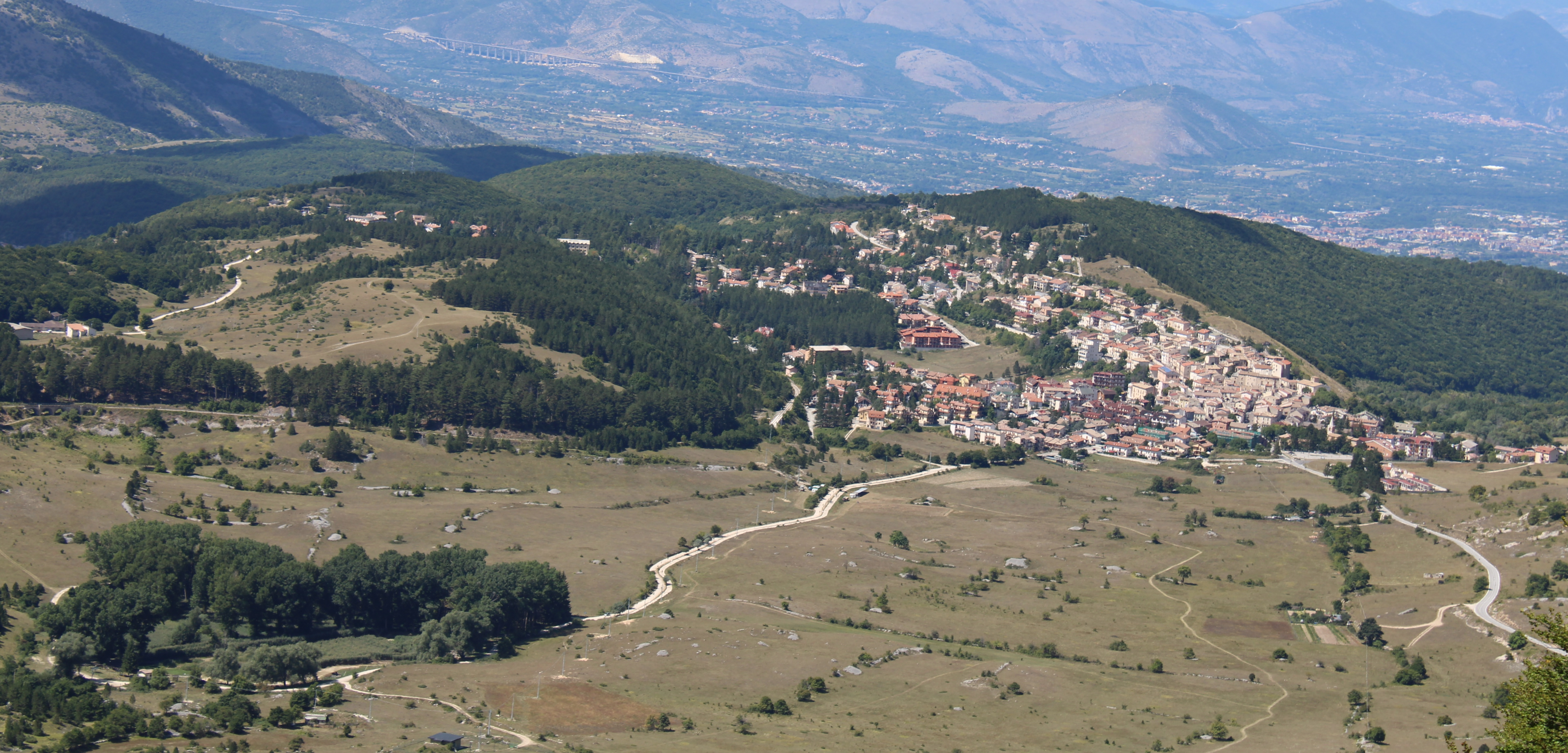
Campo di Giove, esempio di polje carsico aperto in Italia

Un polje (dal croato polje e dal serbo поље, "campo") è un tipo di dolina carsica che si presenta come una vasta pianura delimitata da un bordo roccioso ininterrotto.
Si formano a partire da una o più valli a imbuto che, per effetto di fenomeni di erosione e corrosione, si uniscono dapprima in vallate composte e poi in depressioni col tempo sempre più vaste.
Di norma vi scorre un fiume che periodicamente si ingrossa fino ad allagare tutta la vallata per poi defluire attraverso inghiottitoi. Il polje si può presentare anche asciutto, cioè privo di corso d'acqua: in questi casi le alluvioni invece che annuali si possono ripresentare a distanza di decine di anni.
Il fondo di un polje è molto fertile in tutta la sua estensione.
In Italia, il bacino endoreico sul quale sorge il comune di Campo di Giove costituisce un esempio di polje carsico aperto.